# Copa Libertadores Femenina 2014
Copa Libertadores Femenina 2014 diễn ra tại Brasil từ 5 tháng 11 tới 16 tháng 11 năm 2014. São José là đội vô địch của giải.

## Vòng bảng
Giờ thi đấu là giờ địa phương (BST/UTC−2).

### Bảng A
| Đội           | Tr | T | H | B | BT | BB | HS  | Đ |
| ------------- | -- | - | - | - | -- | -- | --- | - |
| São José      | 3  | 3 | 0 | 0 | 16 | 1  | +15 | 9 |
| Boca Juniors  | 3  | 2 | 0 | 1 | 7  | 7  | 0   | 6 |
| Real Maracaná | 3  | 1 | 0 | 2 | 4  | 13 | −9  | 3 |
| Mundo Futuro  | 3  | 0 | 0 | 3 | 3  | 9  | −6  | 0 |

| Boca Juniors                       | 2–1    | Mundo Futuro             |
| ---------------------------------- | ------ | ------------------------ |
| Yael Oviedo 40' · Andrea Ojeda 67' | Report | Luciel Pérez Galarza 60' |

| São José                                                                      | 7–0    | Real Maracaná |
| ----------------------------------------------------------------------------- | ------ | ------------- |
| Poliana 15' · Andressa Alves 19', 25', 46' · Chú 26', 37' · Bruna Benites 62' | Report |               |

| Mundo Futuro                                 | 2–3    | Real Maracaná                                                    |
| -------------------------------------------- | ------ | ---------------------------------------------------------------- |
| Yanina López 41' · Yaneth Viveros Campos 59' | Report | Astrid Ramirez Paz 64' (ph.đ.), 66' · Adriana Lucar Carrasco 87' |

| São José                                                                  | 5–1    | Boca Juniors       |
| ------------------------------------------------------------------------- | ------ | ------------------ |
| Giovânia Domingas Campos 20', 63' · Andressa Alves 38', 41' · Debinha 75' | Report | Daniela Kippes 17' |

| Real Maracaná         | 1–4    | Boca Juniors                                    |
| --------------------- | ------ | ----------------------------------------------- |
| Meissi Quiche Pau 51' | Report | Eliana Stabile 8', 81' · Yael Oviedo 36', 90+1' |

| São José                                                                                        | 4–0    | Mundo Futuro |
| ----------------------------------------------------------------------------------------------- | ------ | ------------ |
| Formiga 72' · Gislaine Cristina Souza da Silva 85' · Poliana 87' · Giovânia Domingas Campos 90' | Report |              |

### Bảng B
| Đội             | Tr | T | H | B | BT | BB | HS  | Đ |
| --------------- | -- | - | - | - | -- | -- | --- | - |
| Caracas         | 3  | 2 | 1 | 0 | 9  | 7  | +2  | 7 |
| Centro Olímpico | 3  | 1 | 2 | 0 | 7  | 3  | +4  | 5 |
| Colo Colo       | 3  | 1 | 1 | 1 | 11 | 6  | +5  | 4 |
| Colón           | 3  | 0 | 0 | 3 | 5  | 16 | −11 | 0 |

| Caracas                                              | 3–2    | Colo Colo                                         |
| ---------------------------------------------------- | ------ | ------------------------------------------------- |
| Lisbeth Bandrés 67' · Isaura Viso Garrido 68', 90+4' | Report | Nathalie Quezada Altamirano 41' · Javiera Roa 61' |

| Centro Olímpico                                                     | 4–0    | Colón |
| ------------------------------------------------------------------- | ------ | ----- |
| Tamires Dias Gomes 41' · Fabiana Baiana 47' · Gabi Zanotti 49', 51' | Report |       |

| Centro Olímpico                      | 2–2    | Caracas                                |
| ------------------------------------ | ------ | -------------------------------------- |
| Tamires Dias Gomes 25' · Érika 45+4' | Report | Oriana Altuve 22' · Lisbeth Castro 75' |

| Colo Colo | 8–2    | Colón                                    |
| --- | ------ | ---------------------------------------- |
| Javiera Roa 50' · Estefanía Banini Ruiz 55', 64', 66' · Claudia Soto Figueroa 69' · Yusmery Ascanio 74' · Francisca Lara 87' (ph.đ.) · Yanara Aedo 90+1' | Report | Cinthia González 51' · Yamila Badell 84' |

| Colón                       | 3–4    | Caracas                                                        |
| --------------------------- | ------ | -------------------------------------------------------------- |
| Yamila Badell 24', 59', 70' | Report | Isaura Viso Garrido 18', 20', 26' · Paola Villamizar Ochoa 54' |

| Centro Olímpico | 1–1    | Colo Colo                 |
| --------------- | ------ | ------------------------- |
| Gabi Nunes 71'  | Report | Estefanía Banini Ruiz 62' |

### Bảng C
Formas Íntimas lọt vào bán kết với tư cách đội nhì xuất sắc nhất.
| Đội            | Tr | T | H | B | BT | BB | HS  | Đ |
| -------------- | -- | - | - | - | -- | -- | --- | - |
| Cerro Porteño  | 3  | 3 | 0 | 0 | 10 | 2  | +8  | 9 |
| Formas Íntimas | 3  | 2 | 0 | 1 | 7  | 2  | +5  | 6 |
| Vitória        | 3  | 1 | 0 | 2 | 5  | 6  | −1  | 3 |
| Rocafuerte     | 3  | 0 | 0 | 3 | 0  | 12 | −12 | 0 |

| Vitória                                 | 4–0    | Rocafuerte |
| --------------------------------------- | ------ | ---------- |
| Duda 24' · Cida 37' · Giovanna 39', 56' | Report |            |

| Cerro Porteño                                      | 2–1    | Formas Íntimas          |
| -------------------------------------------------- | ------ | ----------------------- |
| Rosa Aquino Mareco 6' · Lourdes Ortiz Vallejos 32' | Report | Diana Ospina Garcia 86' |

| Vitória           | 1–3    | Cerro Porteño                                            |
| ----------------- | ------ | -------------------------------------------------------- |
| Byanca Brasil 18' | Report | Ana Fleitas Martínez 16' · Rosa Aquino Mareco 62', 90+3' |

| Formas Íntimas                                                   | 3–0    | Rocafuerte |
| ---------------------------------------------------------------- | ------ | ---------- |
| Valentina Restrepo Betancourt 18' · Diana Ospina Garcia 30', 85' | Report |            |

| Rocafuerte | 0–5    | Cerro Porteño |
| ---------- | ------ | --- |
|            | Report | Jennifer Mora Cáceres 1', 35' · Rosa Aquino Mareco 10' · Ana Fleitas Martínez 52' · Rebeca Fernández Valiente 77' |

| Vitória | 0–3    | Formas Íntimas                                            |
| ------- | ------ | --------------------------------------------------------- |
|         | Report | Yisela Cuesta Bejarano 12' · Diana Ospina Garcia 23', 71' |

## Vòng đấu loại trực tiếp
|  | Bán kết              | Bán kết  |                      |   | Chung kết | Chung kết |
|  |                      |          |                      |   |           |           |
|  | 13 tháng 11 năm 2014 |          |                      |   |           |           |
|  |                      |          |                      |   |           |           |
|  | Caracas (p)          | 2 (6)    |                      |   |           |           |
|  | Caracas (p)          | 2 (6)    | 16 tháng 11 năm 2014 |   |           |           |
|  | Formas Íntimas       | 2 (5)    |                      |   |           |           |
|  | Formas Íntimas       | 2 (5)    | Caracas              | 1 |           |           |
|  | 13 tháng 11 năm 2014 |          | Caracas              | 1 |           |           |
|  |                      | São José | 5                    |   |           |           |
|  | Cerro Porteño        | São José | 5                    | 1 |           |           |
|  | Cerro Porteño        |          |                      | 1 |           |           |
|  | São José             | 2        |                      |   |           |           |
|  | São José             | 2        | Tranh hạng ba        |   |           |           |
|  |                      |          |                      |   |           |           |
|  | 16 tháng 11 năm 2014 |          |                      |   |           |           |
|  |                      |          |                      |   |           |           |
|  | Formas Íntimas       | 0 (3)    |                      |   |           |           |
|  | Formas Íntimas       | 0 (3)    |                      |   |           |           |
|  | Cerro Porteño (p)    | 0 (5)    |                      |   |           |           |

### Bán kết
| Caracas | 2–2    | Formas Íntimas |
| --- | ------ | --- |
| Castro 16', 90+3' | Report | Ospina 49' · Geraldine Cardona Bedoya 54' |
| Loạt sút luân lưu |        | |
| Paola Villamizar Ochoa · Ysaura Viso Garrido · Daicelis Guzmán · Oriana Altuve · Oli Padrón · Lisbeth Bandrés · Anabel Guzmán | 6–5    | Sandra Sepúlveda · Daniela Montoya · Katherine García Ospina · Paula Andrea Botero Callejas · Geraldine Cardona Bedoya · Diana Ospina · Kelis Johana Peduzine Vargas |

| Cerro Porteño       | 1–2    | São José                 |
| ------------------- | ------ | ------------------------ |
| Liz Peña Vargas 62' | Report | Formiga 67' · Rosana 79' |

### Tranh hạng ba
| Formas Íntimas | 0–0    | Cerro Porteño                                                                              |
| --- | ------ | ------------------------------------------------------------------------------------------ |
| | Report |                                                                                            |
| Loạt sút luân lưu |        |                                                                                            |
| Kelis Johana Peduzine Vargas · Juliana Maria Sierra Ruiz · Dora Alejandra Grisales Bastidas · Viviana Cardona Valencia | 3–5    | Jennifer Mora Cáceres · Angélica Vázquez · Rosa Aquino Mareco · Fanny Godoy · Marta Agüero |

### Chung kết
| Caracas                 | 1–5    | São José                                                                          |
| ----------------------- | ------ | --------------------------------------------------------------------------------- |
| Isaura Viso Garrido 59' | Report | Formiga 8' · Poliana 16', 70' · Andressa Alves 61' · Giovânia Domingas Campos 76' |